# Alsóbarbatyeniszkrony
Alsóbarbatyeniszkrony (románul: 'Iscroni') falu Romániában, Erdélyben, Hunyad megyében.

## Fekvése
A Petrozsényi-medencében, a Nyugati- és a Keleti-Zsil összefolyásánál, Petrozsénytól 5 km-re délre fekszik.

## Története
Két település, Alsóbarbatyen és Iszkrony összeolvadásából keletkezett a 19. század első felében. Mindkettő a 18. század elején települt. Az első alsóbarbatyeniek (1839-ben Barbatyeni-gyin-zsosz, 1850-ben Alsó Borbátyén és Borbátyén din zsosz) Borbátvízről érkeztek – innen a település neve (román bărbăteni = 'borbátiak'). Iszkrony nevének első említése 1835-ből való (Iskrony). Az Iscru/Iscroni családra utal, akik a 18. század második felében állat- és nyersvascsempészettel foglalkoztak. A kettős települést 1854-ben Alsó-Borbátyén-Iszkrony alakban írták. A szénbányászat kezdete előtt elszórt, magas kerítéssel övezett házakból állt, lakói juh-, szarvasmarha- és lótenyésztéssel foglalkoztak.
A barnakőszenet 1835-ben fedezték fel Iszkronyban. A bányászat és az erdőirtás a 19. század második felében indult meg. A századfordulón népességét a fűrésztelepek növelték ideiglenesen. A 20. században elsősorban bányásztelepülés.
A szénbányát 2001-ben bezárták.

## Népessége
- 1850-ben 488 román és 12 cigány nemzetiségű lakója volt, valamennyien görögkatolikus vallásúak.
- 1910-ben 1523 lakosából 901 volt román, 416 magyar, 36 német és 166 egyéb, főként cigány és olasz anyanyelvű; 808 görögkatolikus, 372 római katolikus, 222 ortodox, 86 református és 23 evangélikus felekezetű.
- 2002-ben 1986 lakosát írták össze, akik közül 1814 román, 99 cigány és 57 magyar nemzetiségű; 1753 ortodox, 75 római katolikus, 71 pünkösdista és 20 református vallású volt.

## Látnivalók
- Az 1880-ban Maderspach Anna Margit által Párizsból hozott és kastélya kertjében elültetett tulipánfa Észak-Amerikából származik és május–júliusban virágzik. Minden év május 24-én a tiszteletére rendezik Aninósza város ünnepét.
- Itt található a Maderspach-kúria, az előbb említett tulipánfától pár száz méterre Petrozsény felé.

## Híres emberek
- Itt született 1875. február 11-én Maderspach Viktor vadászati szakíró.
- Itt született 1901. május 16-án Tamás Dezső tisztviselő, a Szoboszlay-per egyik kivégzettje.
- Itt született 1920. március 26-án Maderspach Viola művészettörténész.